# Imm Sound
Imm Sound era una companyia privada fundada a Barcelona, especialitzada en la tecnologia del so immersiu o tridimensional i en la postproducció per al cinema i per a altres espectacles audiovisuals. Va ser fundada el 2010 per Pau Arumí i Toni Mateos. Vicente López, l'aleshores president del centre tecnològic Barcelona Media, els va esperonar a crear una empresa per a desenvolupar, sota llicència, la nova tecnologia que s'hi havia desenvolupat.
Després d'estrenar el sistema al Chinese Cinema de Los Angeles al setembre del 2009, en menys de dos anys, l'empresa va esdevenir la segona companyia especialitzada en so immersiu coherent, després del líder Dolby, que a mitjan 2012 va comprar Imm Sound per a crear un centre de recerca i desenvolupament a Barcelona on Arumí i Mateos van continuar treballant.
Imm Sound havia desenvolupat la tecnologia en col·laboració amb el centre tecnològic Barcelona Media, ara integrat en el Centre Tecnològic de Catalunya Eurecat. Aquest sistema va innovar el format Dolby que distribueix el so als laterals, al davant i al darrere, i afegeix una font sonora en la banda superior i, per tant, aconsegueix un so tridimensional. Per a crear una banda sonora amb el sistema d'Imm Sound no cal tenir en compte els altaveus de la sala real en els quals serà reproduït. Això fa que el sistema sigui menys complex a l'hora implementar-lo: el programari redistribueix la banda sonora automàticament de la manera més òptima per a reproduir un so immersiu. El 2012, la firma Sonoblok (1969-2013) va inaugurar a Barcelona un estudi de postproducció amb aquest sistema.
Després de la instal·lació pilot a Los Angeles, l'empresa va començar les activitats de debò l'any 2010 en equipar una sala als Araújo Cinemas de Maringá, al Brasil. Poc després va seguir amb una primera sala a Catalunya, al centre comercial Spla!, a Cornellà. El maig de 2012, s'estenia als teatres dels Estats Units, Xina, Irlanda, Alemanya, Àustria, França, Brasil, Corea, Japó, Itàlia i Espanya.
La primera pel·lícula produïda amb aquest format sonor immersiu, va ser The Impossible de J.A. Bayona.